# Jozef Fanchamps
Jan Jozef Fanchamps, bekend als Jozef Fanchamps, (Kerkrade, 28 juni 1912 - aldaar, 2 juni 1982) was een Nederlands architect die vooral in Limburg werkzaam was. Hij ontwierp voornamelijk kerken.

## Leven en werk
Fanchamps bezocht de mts in Heerlen. Hij werkte als bouwkundig opzichter bij de gemeentes Simpelveld en Kerkrade. Vanaf 1941 bezocht hij de Technische Hochschule te Aken, waar hij in contact kwam met architect Rudolf Schwarz. Als gediplomeerd ingenieur vestigde Fanchamps zich omstreeks 1946 als architect te Kerkrade.
Zijn eerste kerken bouwde hij in Schaesberg en Kerkrade, waarmee hij nieuwe accenten zette in de Limburgse kerkarchitectuur. Er volgde nog een reeks kerken die hij deels in samenwerking met collega’s als Jos van der Pluijm (Bunde) en B. Titulaer (Blerick-H. Antonius van Padua) ontwierp. Fanchamps werd in 1960 lid van de WGA en maakte in 1970 de overstap mee naar de DCPB. Door een zwakke gezondheid haakte hij in 1975 af. Fanchamps overleed op 2 juni 1982.

## Lijst van ontworpen kerken (in Limburg)
| Bouw      | Naam                        | Plaats                 | Bijzonderheden                                                        | Afbeelding |
| --------- | --------------------------- | ---------------------- | --------------------------------------------------------------------- | ---------- |
| 1964      | Christus Koningkerk         | Heerlen-Vrieheide      | In 2023 heropend als archiefgebouw van het Historisch Centrum Limburg |            |
| 1969      | Jozefkerk                   | Smakt                  |                                                                       |            |
| 1959-1960 | Agneskerk                   | Bunde                  |                                                                       |            |
| 1950-1954 | Maria Gorettikerk           | Kerkrade-Nulland       | Gesloopt in 2009                                                      |            |
| 1962      | Antonius van Paduakerk      | Blerick                |                                                                       |            |
| 1968      | Bernadettekerk              | Sittard-Baandert       | Deze kerk werd in 2010 gesloten en omgebouwd tot een urnenhof.        |            |
| 1952      | Barbarakerk                 | Landgraaf-Kakert       |                                                                       |            |
| 1962-1963 | Sint-Jozef en Norbertuskerk | Kerkrade-Rolduckerveld | Gesloopt in 1994                                                      |            |
| 1957-1964 | Josephkerk                  | Heerlen-Heerlerbaan    |                                                                       |            |
| 1955-1956 | Michaëlkerk                 | Landgraaf-Eikske       | Gesloopt in 2022 na jarenlange leegstand.                             |            |

## Lijst van andere bouwwerken
| Bouw      | Naam                                              | Plaats   | Bijzonderheden                                          | Afbeelding |
| --------- | ------------------------------------------------- | -------- | ------------------------------------------------------- | ---------- |
| 1950      | Hollandia-Theater                                 | Kerkrade | Gesloopt in 1965                                        |            |
| 1953      | ULO-school Old Hickory                            | Kerkrade | Getransformeerd naar zorgcentrum                        |            |
| 1952-1954 | Winkelgalerij Markt Kerkrade                      | Kerkrade | Onderdeel van de wederopbouwplan Markt Kerkrade         |            |
| 1959-1961 | Raadhuisflat Kerkrade Later Stadskantoor Kerkrade | Kerkrade | Gerenoveerd in 2001, transformatie tot woningen in 2025 |            |
| 1958-1963 | UTS Heerlen                                       | Heerlen  | Nu VISTA college Heerlen                                |            |